# Chevrolet Cavalier
La Cavalier è un'autovettura compact prodotta dalla Chevrolet dal 1982 al 2005.

## Il contesto
La Cavalier sostituì la Monza, che era un modello disponibile in versione coupé due porte, hatchback tre porte e familiare tre porte, e che fu in produzione dal 1974 al 1980. Un'altra vettura dell'epoca, era l'economica Chevette, che fu invece mantenuta in listino anche se le vendite stavano calando, e venne sostituita da modelli più compatti derivati da modelli di altri marchi, importati negli Stati Uniti dalla General Motors e commercializzati con marchio Chevrolet. La Monza e la Chevette erano a trazione posteriore, ma la tendenza del periodo a cavallo degli anni settanta e gli anni ottanta era indirizzata verso il lancio di modelli a trazione anteriore, come furono il Dodge Omni e la Honda Civic. La Ford e la Chrysler introdussero anch'esse dei nuovi modelli a trazione anteriore, e ciò spinse la General Motors a fare altrettanto. Il compito, ampiamente coronato da successo, di assicurare alla General Motors una buona quota di mercato interno nel settore delle vetture compatte a trazione anteriore fu affidato proprio alla Cavalier. Essa fu disponibile in versione coupé due porte, berlina quattro porte, familiare quattro porte, hatchback tre porte (che ebbe vita relativamente breve, e che sostituì la Monza 2+2 hatchback) e la cabriolet due porte. La piccola Cavalier fu di aiuto anche per compensare le vendite a rilento della compatta Citation, che sostituì la Nova.
La Cavalier era basata sul pianale J della General Motors, lo stesso impiegato in Europa dalla Opel Ascona C. Possedeva il motore montato anteriormente.

## La prima serie: 1982-1987

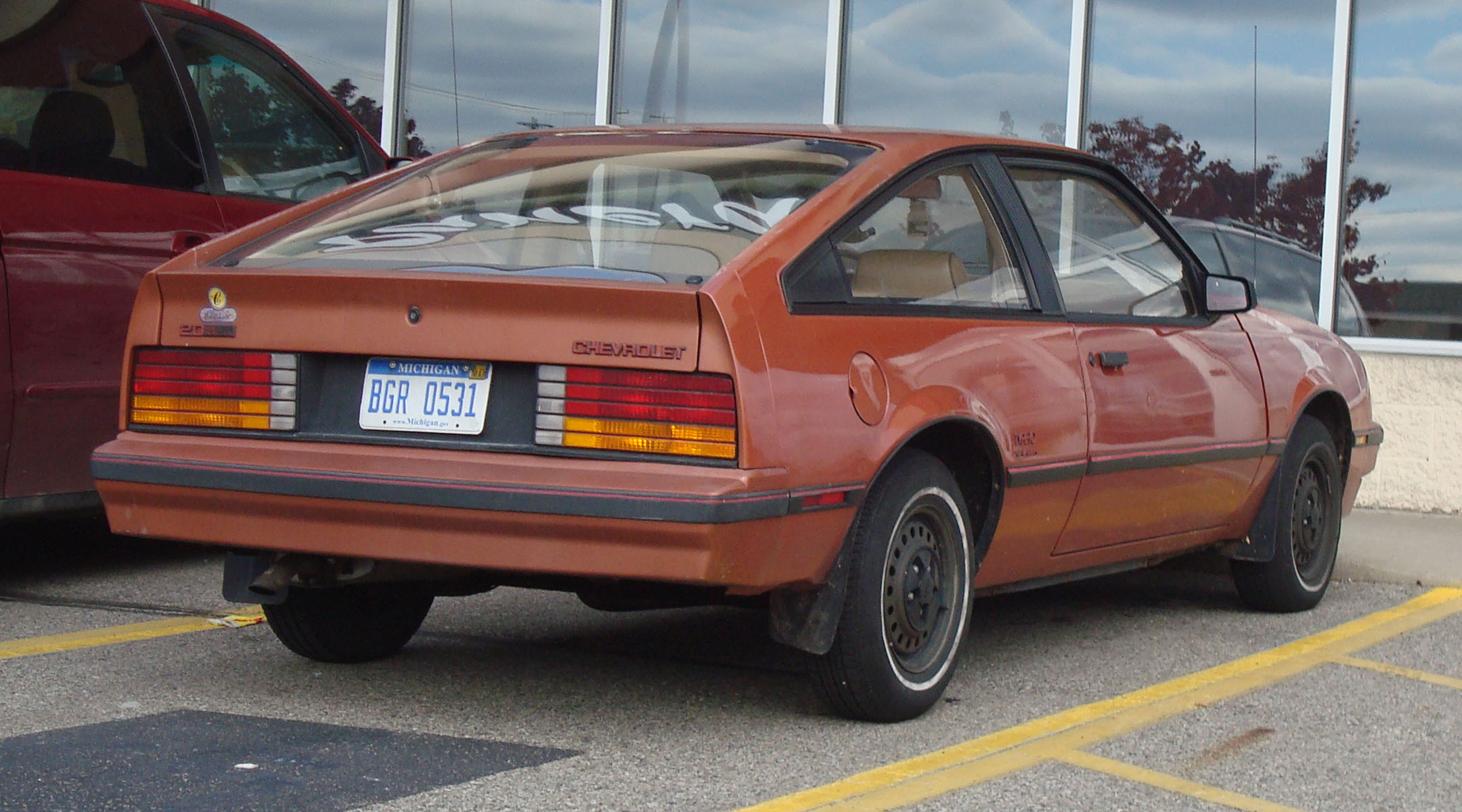
Chevrolet Cavalier hatchback del 1982/85

La Cavalier fu introdotta nel 1982. La scelta era tra due motori "General Motors 122" a quattro cilindri in linea e valvole in testa con alimentazione a carburatore. Le cilindrate disponibili erano 1,8 L e 2 L. Le carrozzerie offerte inizialmente furono berlina due e quattro porte, hatchback due porte e familiare quattro porte. La versione cabriolet due porte venne aggiunta nel 1983.
Nel 1983, sui motori della Cavalier, era possibile avere un sistema ad iniezione a corpo farfallato. Nel 1984 il modello fu oggetto di un lieve restyling, nell'occasione del quale vennero installati dei fanali anteriori rettangolari. Nel 1985 venne aggiunto all'offerta anche un motore V6 a 60° da 2,8 L.
La Cavalier era quasi identica alla Pontiac Sunbird. Prima che il marchio Pontiac venne introdotto in Messico nel 1992, le Cavalier vennero vendute nel paese nordamericano con i pannelli della Sunbird.
I cambi offerti sulla Cavalier furono manuali a quattro o cinque rapporti, oppure automatici a tre velocità.
Questa serie di Cavalier venne assemblata a Lordstown, Lansing, Janesville, Ramos Arizpe, South Gate (solo nel 1982) e Kansas City.

## La seconda serie: 1988-1994

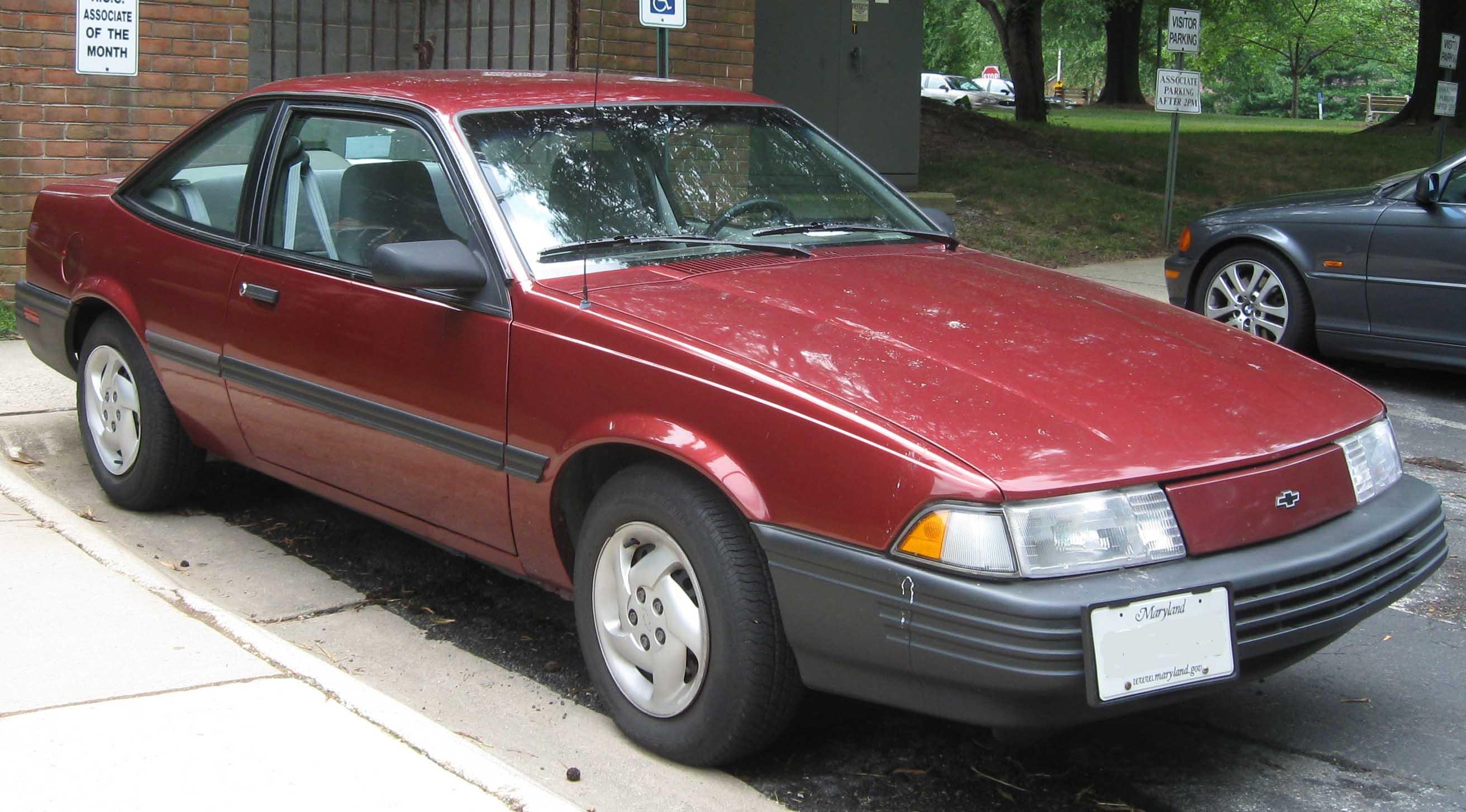
Una Cavalier coupé del 1991/94

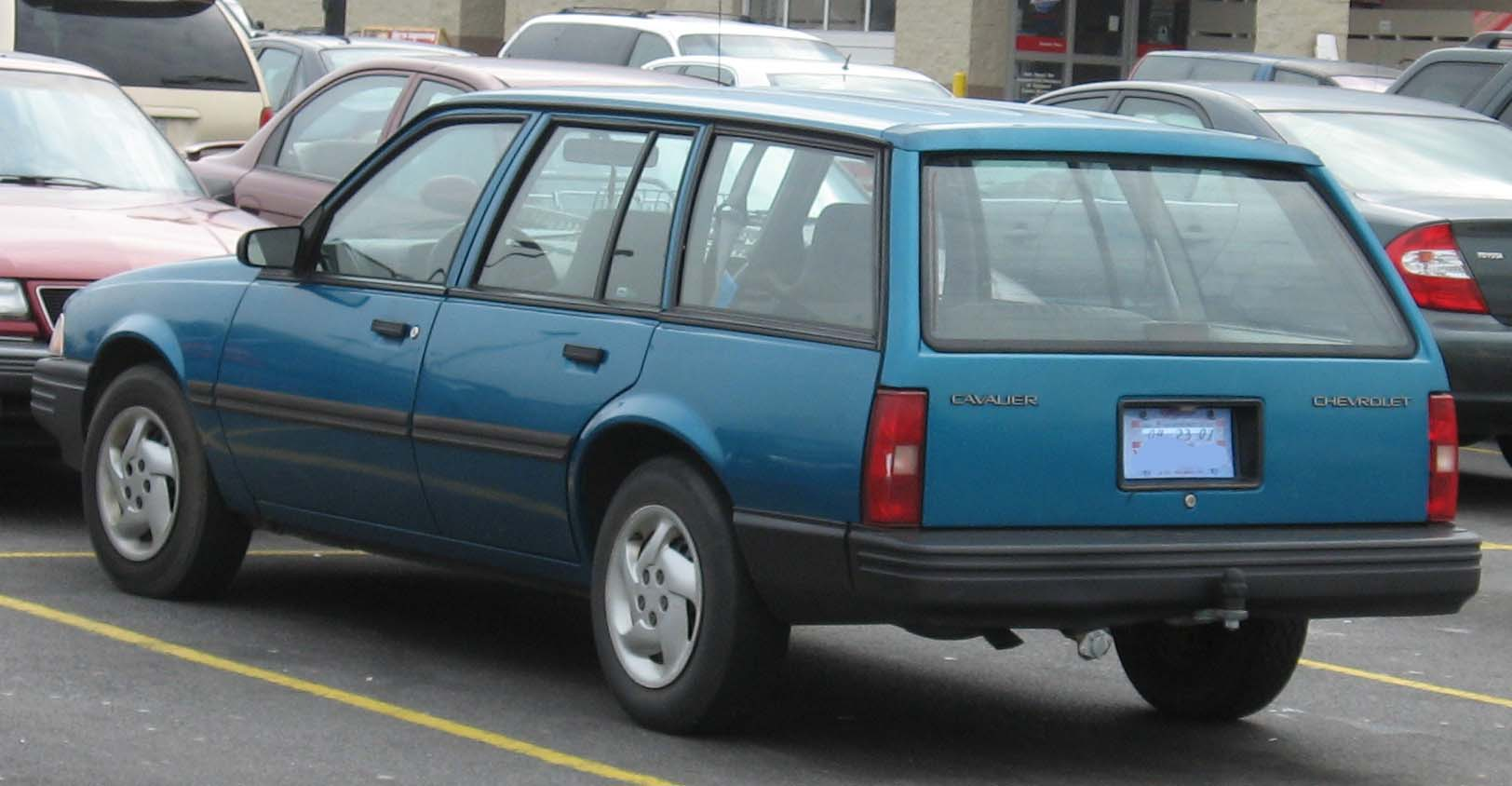
Una Cavalier familiare del 1991/94

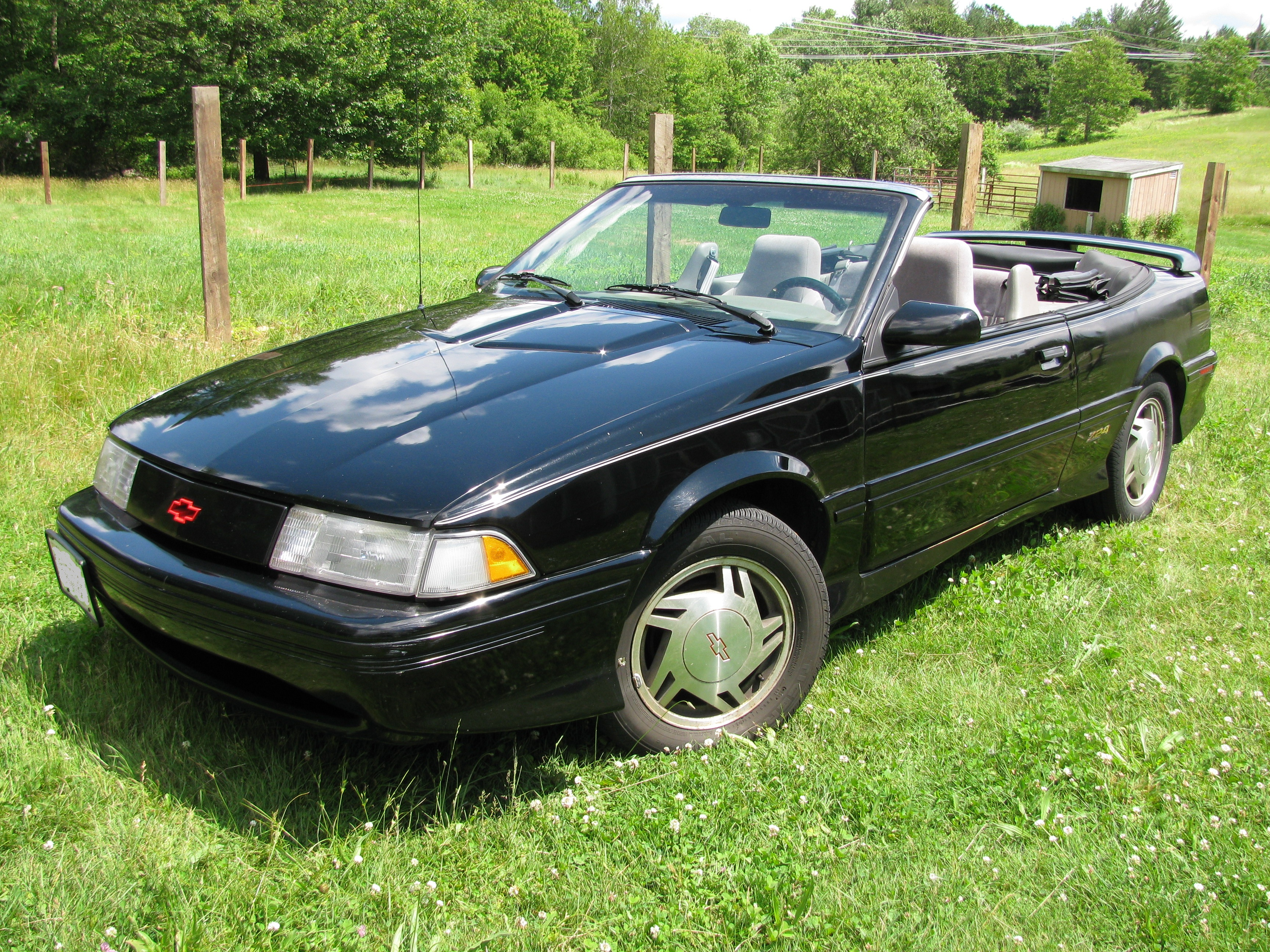
Una Cavalier Z24 cabriolet del 1994

La Cavalier fu rivista nel 1988. La versione hatchback due porte fu tolta dall'offerta, mentre la coupé, la berlina, la cabriolet e la familiare vennero conservate. La berlina e la familiare rimasero immutate nella parte posteriore, mentre l'esterno della coupé fu ridisegnato. In questo modo la coupé e la berlina vennero dotate di una parte posteriore differente. Nel 1988 furono disponibili tre livelli di allestimento, VL, RS, e Z24. La cabriolet fu offerta solo con l'allestimento Z24. L'allestimento VL e RS avevano installato di serie un motore "General Motors 122" a quattro cilindri in linea da 2 L di cilindrata che erogava 90 CV di potenza, mentre il propulsore V6 a 60° da 2,8 L sviluppante 125 CV era offerto come optional sull'allestimento RS, ed era montato di serie sull'allestimento RS. Con tutti gli allestimenti, il cambio montato di serie era manuale a cinque rapporti, mentre il cambio automatico a tre velocità era offerto come optional. Sulle RS e sulle Z24 era disponibile il cruscotto elettronico.
Nel 1989, il piantone dello sterzo fu riprogettato e venne reso regolabile. Per i passeggeri posteriori, ora le cinture di sicurezza erano fissate in tre punti. Il motore V6 fu potenziato a 130 CV.
Nel 1990 la cilindrata del motore base portata da 2 L a 2,2 L, e la potenza crebbe a 95 CV. Anche il motore V6 fu ingrandito; la cilindrata ora era di 3,1 L e la potenza erogata 140 CV. La versione cabriolet fu tolta dal mercato per prevenire la concorrenza alla pianificata Beretta cabriolet. Comunque, quest'ultima fu accantonata quando ormai era troppo tardi, cioè prima che la Cavalier cabriolet del 1990 potesse essere preparata.
La Cavalier fu oggetto di un importante restyling nel 1991, che coinvolse il cofano, i paraurti, i fanali anteriori, i copricerchioni e gli interni. Il sistema di raffreddamento fu riprogettato, ed ora immetteva aria dal paraurti, e ciò diede alla calandra ed al paraurti una forma che faceva assomigliare il muso della vettura a quello della prima serie della Ford Taurus. I nuovi paraurti non erano verniciati, anche se la tintura fosse disponibile come optional in grigio, nero o bianco. La verniciatura in tinta fu offerta più tardi. La Z24 non ebbe queste opzioni grazie ad un kit di carrozzeria in tinta. Sulle Z24 era possibile avere, tra gli optional, il sedile anteriore regolabile in altezza ed il lettore CD.  Il pianale e gli allestimenti furono confermati,  mentre la cabriolet fu proposta a metà dello stesso anno solo in allestimento RS e con il motore V6.
Nel 1992 al motore da 2,2 L fu installato un sistema d'iniezione elettronica multipoint che incrementò la potenza erogata a 110 CV. La versione cabriolet era ora disponibile con gli allestimenti RS e Z24, e con il motore V6 che era opzionale sulla prima versione ed offerto di serie sulla seconda. Tra l'equipaggiamento disponibile di serie c'era l'ABS, che era stato progettato dall'ACDelco, e la chiusura centralizzata, che possedeva una funzione che chiudeva automaticamente le porte quando la vettura usciva da un parcheggio oppure se procedeva ad una velocità superiore a 8 miglia orarie (quest'ultimo caso era contemplato solo se gli esemplari in questione erano dotati di cambio manuale).
Nel 1993 la Cavalier fu oggetto di cambiamenti minimi. Le cabriolet ebbero in dotazione un lunotto in vetro. Tra gli optional era presente lo sbrinatore. Inoltre, la General Motors dotò la Cavalier di una nuova calandra.
Le Cavalier del 1994 ebbero pochissimi aggiornamenti poiché una nuova generazione del modello era in fase di sviluppo. L'allestimento VL fu tolto per la versione familiare, mentre l'alimentazione di carburante per il motore da 2,2 L fu migliorata con l'installazione di un sistema di iniezione elettronica sequenziale, che portò la potenza massima a raggiungere i 120 CV. Altri cambiamenti furono la riprogettazione dell'interfaccia del climatizzatore e del sistema di chiusura delle portiere; queste ultime erano chiuse automaticamente quando il guidatore innestava la prima marcia del cambio, ma venivano aperte quando la vettura veniva spenta.
Questa serie di Cavalier venne assemblata a Lordstown, Lansing e Ramos Arizpe.

## La terza serie: 1995-2005

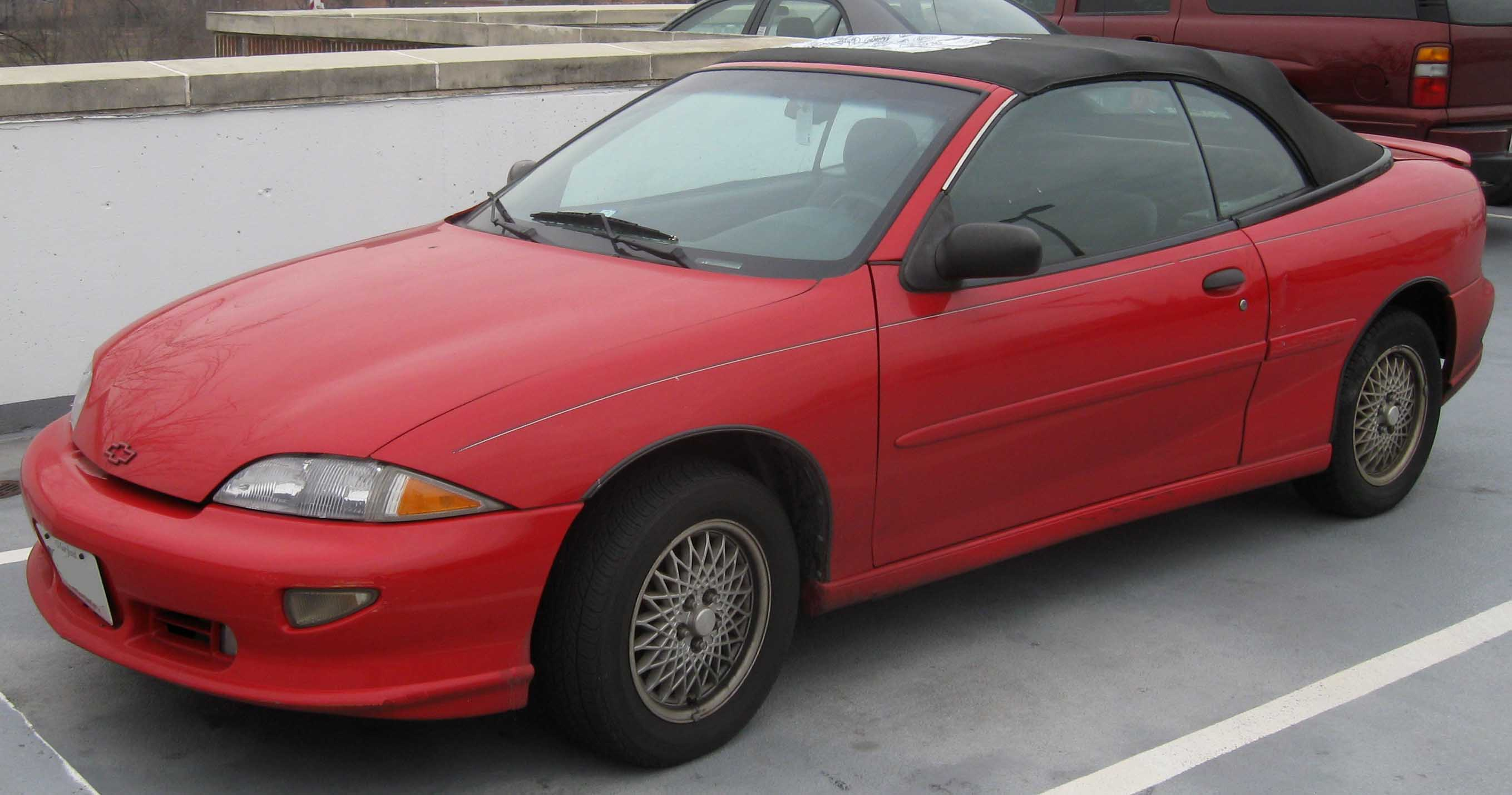
Una Chevrolet Cavalier convertible (Z24) del 1995/99

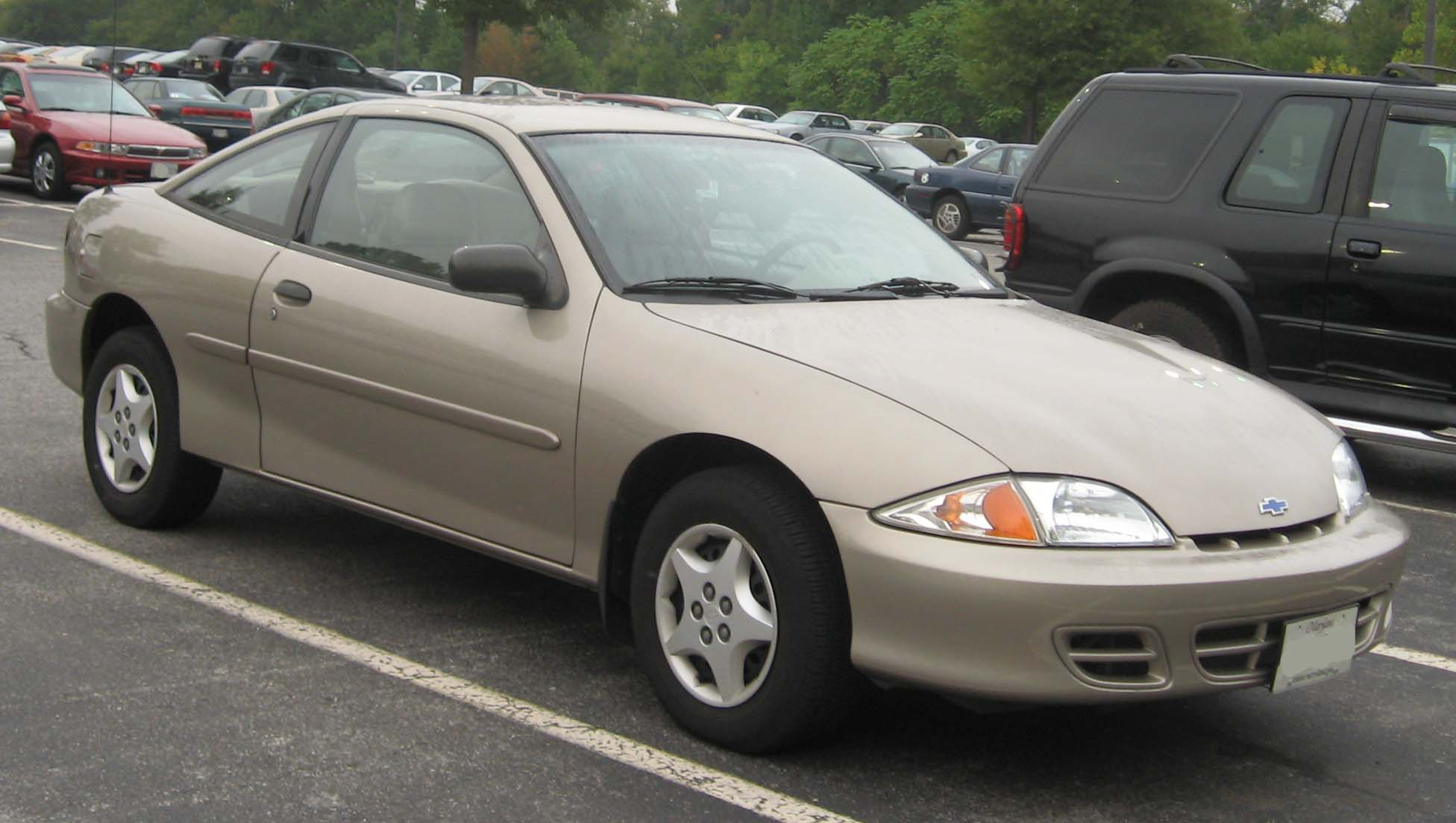
Chevrolet Cavalier coupé del 2000/2002

La Cavalier fu oggetto del primo restyling completo nel 1995. Il modello fu ingrandito ed ora possedeva una linea più moderna. Alcune caratteristiche della serie precedente furono conservate, come la bassa linea di cintura delle coupé. Le carrozzerie offerte furono coupé, berlina e cabriolet, mentre la familiare venne tolta dal listino. I motori offerti furono solamente a quattro cilindri in linea. Il motore opzionale V6, offerto sulla serie precedente, fu tolto dal mercato.
Nel 1996, la Cavalier Z24 ricevette un nuovo motore da 2,4 L di cilindrata. Questo propulsore erogava 150 CV di potenza e 210 N•m di coppia, e fu offerto fino al 2002. Nel 1999 la Cavalier perse la dicitura "CHEVROLET" applicata sul bagagliaio. Questo motore era accoppiato con un cambio manuale Getrag F23 a cinque rapporti. La Z24 fu commercializzata solo come coupé a due porte fino al 2000, e presentava delle sospensioni sportive, pneumatici da 16 pollici, cerchioni in lega e degli accessori elettronici aggiuntivi. Modifiche estetiche furono un kit di grembialature per la carrozzeria ed un piccolo spoiler posteriore. Nel 2000 debuttò la Z24 quattro porte berlina, che aveva la stessa meccanica di quella precedente, ma era dotata di corpo vettura meno sportivo. L'allestimento Z24 ricevette alcuni aggiornamenti, tra cui una barra antirollio anteriore e delle sospensioni FE2 sportive (che migliorarono la guidabilità), oltre all'ABS. Nel 2003 la Cavalier Z24 fu tolta dal listino e venne rimpiazzata dalla LS, che aveva installato un motore da 2,2 L. Esso erogava 150 CV di potenza e 200 N•m di coppia. Questo motore aveva dei consumi di carburante relativamente bassi, perlomeno rispetto ai propulsori precedenti. Questo motore continuò ad essere offerto fino al 2005, quando la Cavalier venne sostituita dalla Chevrolet Cobalt.
Per l'allestimento Z24 era anche offerto un pacchetto formato da un motore sovralimentato ed altri accessori, che erano però installati esclusivamente dai concessionari del gruppo General Motors. Questo pacchetto faceva aumentare la potenza del motore a 190 CV e la coppia a 264 N•m.
I cambi offerti furono manuali a cinque rapporti ed automatici a tre e quattro velocità.
La terza ed ultima serie di Cavalier fu oggetto di due restyling, uno nel 2000 ed un altro nel 2003. Questa serie di Cavalier venne assemblata a Lordstown, Lansing e Ramos Arizpe.
La produzione terminò il 6 ottobre 2004, ma i modelli furono in vendita anche l'anno successivo.

## La Toyota Cavalier

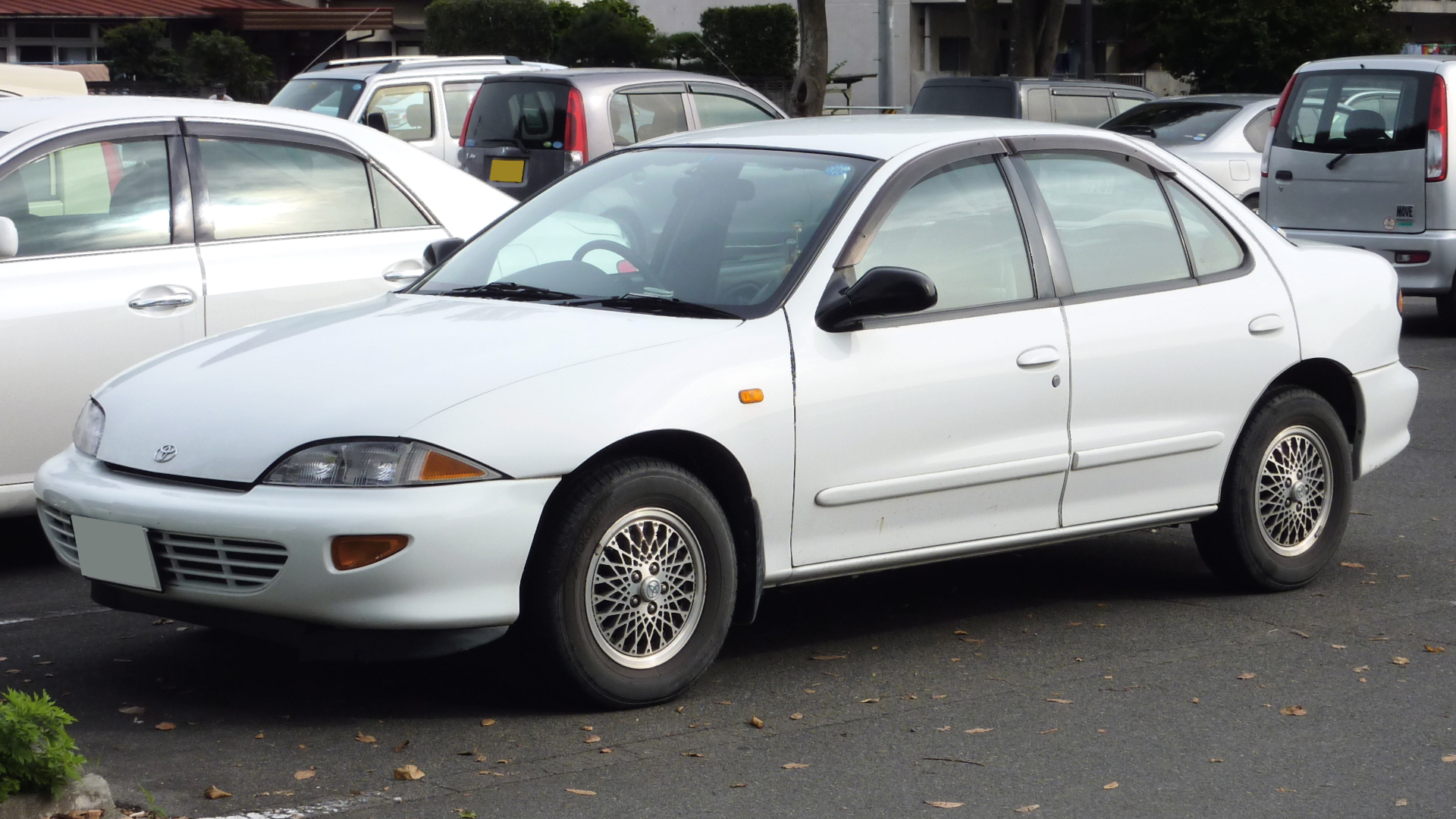
Una Toyota Cavalier berlina

Come parte di un più vasto sforzo per evitare ulteriori restrizioni alle importazioni verso gli Stati Uniti, la terza serie di Cavalier fu venduta in Giappone dalla Toyota, grazie ad una joint-venture stipulata già nel 1984 per la rimarchiatura delle vetture dei 2 gruppi, a cominciare dalla Toyota Corolla E80. La Toyota Cavalier era ottenuta tramite badge engineering dal modello Chevrolet, e fu realizzato come contropartita per la Geo/Chevrolet Prizm.
La Toyota Cavalier fu prodotta dalla General Motors negli Stati Uniti e venduta in Giappone dal 1995 al 2000.

## Le motorizzazioni
- 1982: 1,8 L di cilindrata, valvole in testa, carburatore doppio corpo, quattro cilindri in linea, 88 CV di potenza;
- 1982-1984: 2 L, valvole in testa, carburatore doppio corpo, quattro cilindri in linea, 90 CV;
- 1983-1989: 2 L, valvole in testa, iniezione, quattro cilindri in linea, 86 CV (1983-1984), 88 CV (1985-1986), 90 CV (1987-89);
- 1985-1989: 2,8 L, valvole in testa, iniezione, V6, 120-130 CV (125 CV nel 1985, 120 CV nel 1986, 130 CV nel 1987, 125 CV nel 1988 e 130 CV nel 1989);
- 1990-1994: 2,8 L, valvole in testa, iniezione, V6, 130 CV (solo in Messico e Venezuela; in Colombia era offerta la versione da 116 CV) ;
- 1990-1991: 2,2 L, valvole in testa, iniezione, quattro cilindri in linea, 95 CV;
- 1990-1994: 3,1 L, valvole in testa, iniezione, V6, 140 CV;
- 1992-2002: 2,2 L, valvole in testa, iniezione, quattro cilindri in linea, 110 CV (1992-93), 120 CV (1994-97), 115 CV (1998–2002);
- 1995: 2,3 L, doppio albero a camme in testa, iniezione, quattro cilindri in linea, 150 CV;
- 1996-2002: 2,4 L, doppio albero a camme in testa, iniezione, quattro cilindri in linea, 150 CV;
- 2002-2005: 2,2 L doppio albero a camme in testa, iniezione, quattro cilindri in linea, 140 CV.